# Ficulle
Ficulle è un comune italiano di 1 550 abitanti della provincia di Terni in Umbria.

## Geografia fisica
- Classificazione climatica: zona E, 2160 GR/G

Ficulle fa parte di:
- Comunità Montana Monte Peglia e Selva di Meana
- Città dell'Olio
- Città del Vino
- Strada dei Vini
- Città della Chianina
- Cittaslow
- Bandiera arancione

## Storia

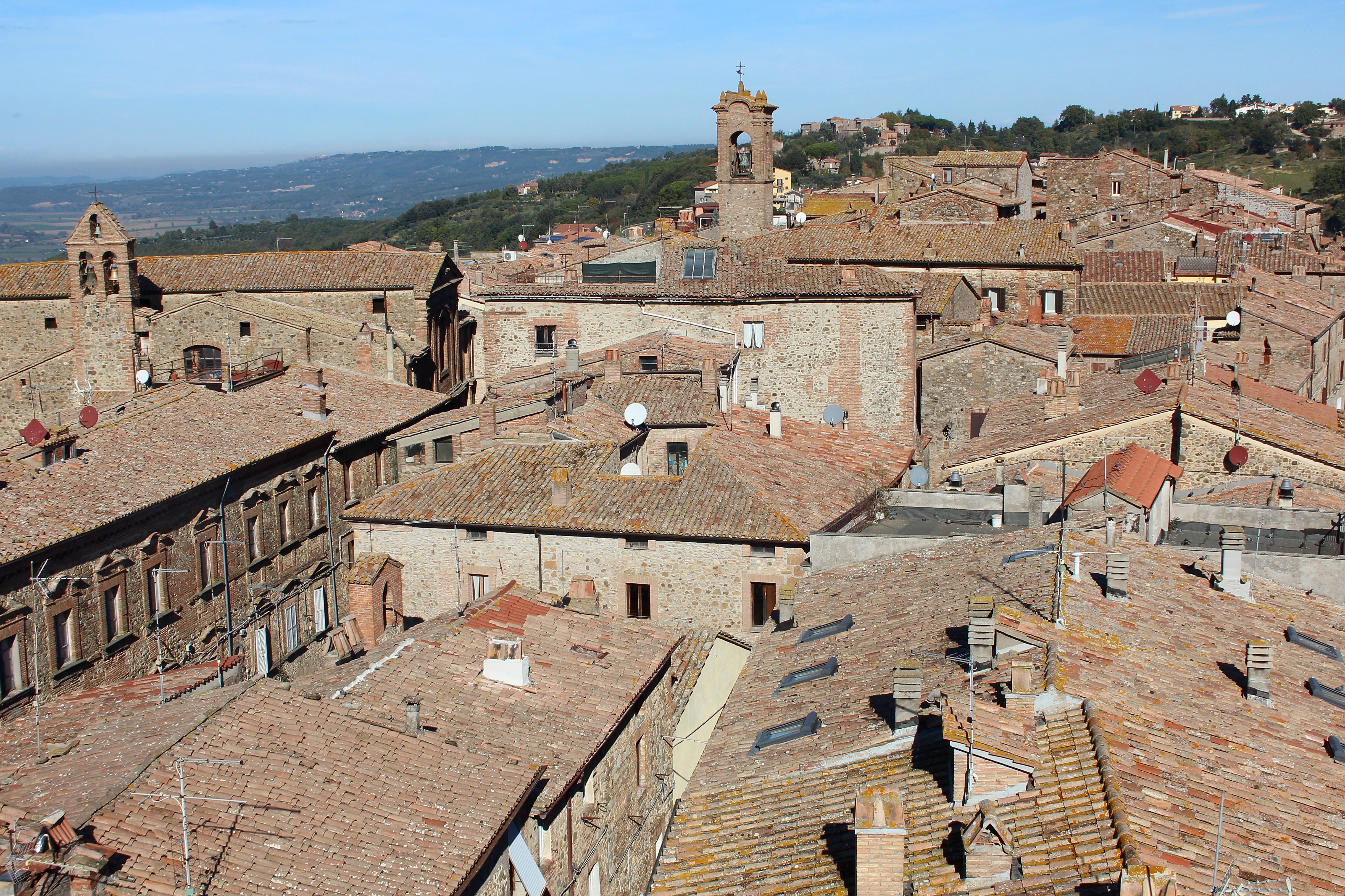
Panorama di Ficulle dalla Torre della Rocca di Ficulle

Le radici di Ficulle risalgono all'epoca della civiltà etrusca, come sembrerebbero dimostrare le grotte della Madonna della Maestà, ritenute dagli archeologi sepolcreti di carattere rurale.
Le tracce più eloquenti della storia di Ficulle risalgono tuttavia all'epoca romana: qui i Romani avevano, infatti, un posto di osservazione che dominava la Via Traiana, o Cassia Nuova, una delle più importanti direttrici di comunicazione tra Roma ed il nord della penisola. Testimonianza di questa epoca è un cippo marmoreo dedicato al dio Mitra ritrovato nei pressi del paese qualche secolo fa ed oggi conservato nella chiesa di S. Maria Vecchia.
Proprio la riconduzione al traffico romano ha lasciato supporre che il nome di Ficulle derivasse da Ficulea, città della Sabina, ipotesi che sembrava suffragata dalla presenza, sulle insegne del paese, della ficaia che ancora oggi caratterizza lo stemma comunale.
Ma è una tesi più verosimile quella secondo cui il toponimo Ficulle derivi dal latino figulus (vasaio), dato che la lavorazione delle terrecotte ha nel paese origini profondissime.
Durante il medioevo il Castrum Ficullensis fu fortificato e, nei lunghi anni delle lotte feudali, subì frequenti saccheggi e devastazioni, rimanendo pur sempre il più importante castello del Comune orvietano. Da queste distruzioni si salvarono comunque le due rocche e le antiche mura, che conferiscono tutt'oggi al paese la struttura tipica del borgo medioevale.
La rocca situata a sud del paese è stata recentemente ristrutturata ed è visitabile, durante la stagione estiva, nei giorni di sabato e domenica dalle 10.30 alle 12.30
L'Alto Medioevo ha portato inoltre alla costruzione dell'abbadia camaldolese di S. Nicola al Monte Orvietano, che ha ospitato il giurista monaco Graziano, il più illustre figlio del territorio ficullese, famoso per il suo Decretum Gratiani e per la sua attività di insegnamento all'Università di Bologna.
Nel 1416 Ficulle, come territorio di Orvieto, passa sotto il dominio dello Stato della Chiesa: in questo periodo sono riparate le mura, le Rocche e la zona di Castelmaggiore e le chiese vengono arricchite con affreschi di scuola umbra. Nei primi decenni del 1500 inizia ad acquisire una fisionomia più autonoma e un maggior peso nel circondario, tanto da ampliarsi con la nascita di due nuovi borghi e l'ingrandimento del centro storico.
Nel 1610 si assiste alla consacrazione della chiesa parrocchiale collegiata di S. Maria Nuova, all'interno del paese. È anche il periodo della nascita di una particolare devozione popolare per la Madonna della Maestà, il cui nome deriva dal modo in cui la Madonna è rappresentata: seduta con il bambino in braccio su un trono di nubi, tra angeli e santi.
La storia più recente vede Ficulle come centro importante dell'Alto Orvietano, diventato capoluogo di mandamento con proprio distretto militare, pretura e carcere. Il XX secolo vede un forte attività da parte dei partiti politici e la nascita di alcune cooperative. Due istituzioni sopravvivono al regime fascista: la ex Cassa Rurale ed Artigiana (poi CrediUmbria, banca di credito cooperativo) e la Casa della Divina Provvidenza per l'assistenza degli anziani, testimonianza dell'impegno sociale, della capacità organizzativa e dello spirito di solidarietà che hanno animato le ultime generazioni ficullesi.

## Società

### Evoluzione demografica
Abitanti censiti

## Monumenti principali

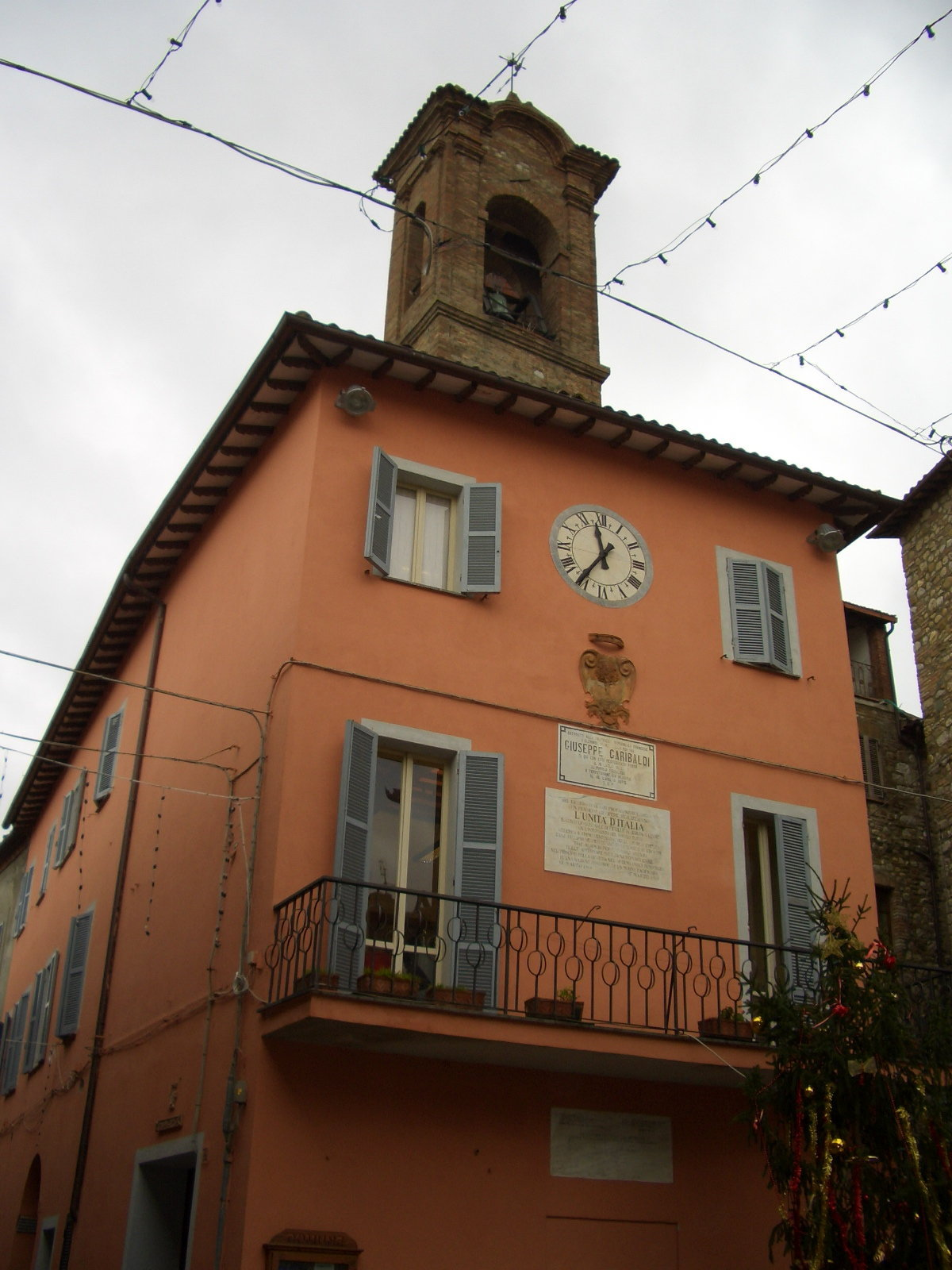
Palazzo Comunale

- Il borgo medioevale è tutto un monumento con le antiche mura, le due rocche a difesa del paese e il centro più antico di Castel Maggiore.
- Il Castello della Sala, tipico esempio di architettura medioevale (Xll secolo) che si trova a 5 chilometri dal paese. È stato proprietà dei Monaldeschi, che ne fecero un fortilizio inespugnabile; oggi è sede di una importante azienda vinicola.
- Il Conventaccio è una  costruzione medioevale che è stata punto di osservazione fortificato situato sul fianco sud orientale di monte Nibbio con eccellente vista su Orvieto.
- La chiesa di Santa Maria Vecchia è stata costruita costruita intorno al 1200; presenta un portale gotico di pregevole fattura e alcuni importanti affreschi della seconda metà del quattrocento.
- La chiesa di Santa Maria Nuova, al centro del paese, risale agli inizi del XVII e il suo progetto è stato attribuito all'architetto Ippolito Scalza;  è in stile tardo rinascimentale, con pianta a tre navate e un notevole coro ligneo posto dietro l'altare maggiore.
- L'abbadia di S. Nicola al Monte Orvietano è immersa nei boschi di un ambiente affascinate e selvaggio; fu realizzata lo stesso secolo (XI) dell’erezione della diga del Muro Grosso nel fondovalle del Clanis (fiume), non distante da tale opera idraulica e dai mulini a valle di essa tra cui, in primis, il Mulino di Ficulle; secondo la cronaca trecentesca attribuita a Giovanni Colonna, successiva alla “Comedia” dantesca, tale eremo avrebbe ospitato il "Monaco Graziano", autore del Decretum Gratiani e fondatore dei diritto canonico, citato da Dante nel Paradiso della sua Divina Commedia; gli abati camaldolesi Costadoni e Mittarelli (autori degli Annales Camaldulenses nel XVIII sec.) hanno scritto che tale badia - da essi attribuita ai camaldolesi - fu realizzata da San Romualdo nel 1007; tale interpretazione deriva da un episodio narrato da s. Pier Damiani per cui s. Romualdo, quell’anno, mentre si trovava nelle Marche presso la chiesa di San Salvatore in Serravalle di Chienti fu chiamato a consacrare una neo-realizzata abbazia collocata nell’asse viario tra Todi e Orvieto, incentivando così vocazioni e la nascita di nuovi eremi nel circondario; la piccola badia, collocata di fronte al castello di Parrano, è menzionata per la prima volta in un atto notarile del 1118 quando entrò nei possedimenti dei conti di Marsciano.

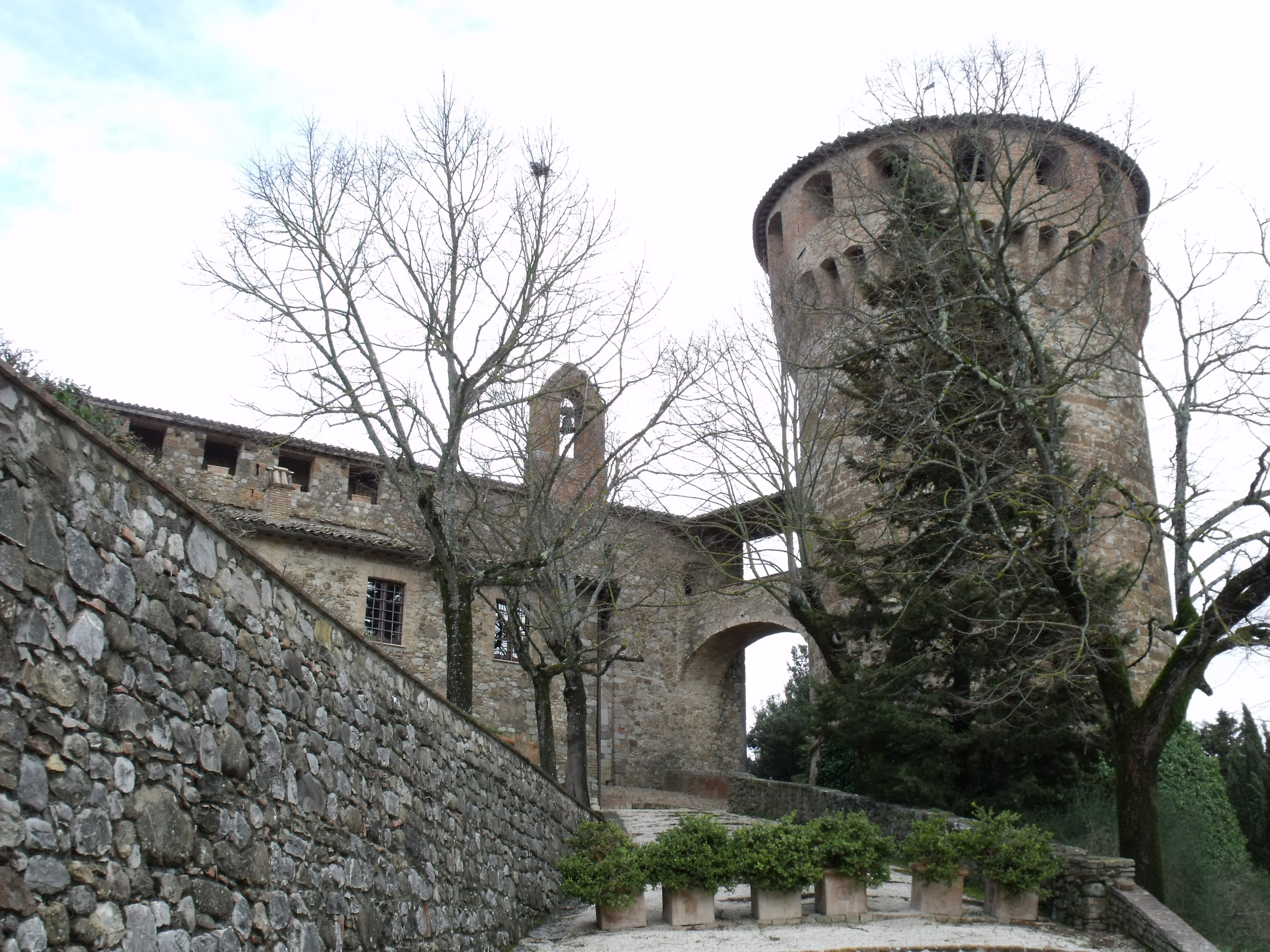
Castello della Sala

- Il santuario della Madonna della Maestà risale al 1600. L'antico culto per la Vergine Maria, la cui festa cade il 21 novembre, è tuttora molto forte e coinvolge l'intera popolazione di Ficulle, compresi coloro che, emigrati, tornano tutti gli anni per partecipare alle celebrazioni religiose
- Tra Ficulle e la frazione di S. Cristoforo si trova la chiesa della Madonna delle Grazie, nota anche come "de' Cappuccini": il convento e la chiesa furono edificati fra il 1580 e il 1587 sul luogo dove già esisteva una piccola cappella dedicata alla Madonna del Giglio. Nella costruzione fu utilizzato il materiale proveniente dalla vecchia chiesa e dal convento di S.Francesco al Monte, incendiati nel saccheggio del 1351 e, una volta terminato, il convento fu abitato dai frati Cappuccini, che vi restarono fino al 1863. Una statua nel cortile della chiesa ricorda il passaggio di San Francesco d'Assisi nel territorio di Ficulle. In questo convento durante dei viaggi dimorarono alcuni papi (come ricordato nella lapide affissa nella “stanza dei papi“). A San Cristoforo è presente anche una piccola chiesetta dedicata alla Natività della Vergine Maria.

## Eventi

### Ficulle "In Rock" Festival

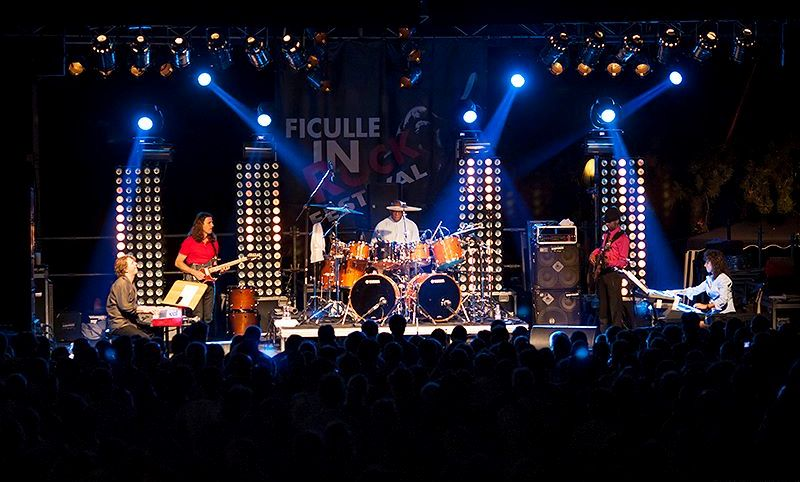
Il panamense Billy Cobham in concerto a Ficulle durante l'edizione 2013

Vi si svolge ogni anno il “Ficulle In Rock Festival”, a cavallo tra luglio ed agosto, nell'anfiteatro naturale del Parco Pubblico. Nel corso degli anni si sono esibiti numerosi artisti di fama nazionale ed internazionale (Marlene Kuntz, Frankie hi-nrg mc, Don Airey, Clive Bunker, Richie Kotzen, Uli Jon Roth, Eric Martin, Rezophonic, Shandon, Maurizio Solieri, Vallanzaska, Paul Di Anno, Carl Palmer, Jennifer Batten, Billy Cobham).

## Economia

### Artigianato
Tra le attività economiche più tradizionali, diffuse e attive vi sono quelle artigianali, come l'arte della ceramica rinomata soprattutto per la produzione di vasi.

## Sport
La squadra di calcio di Ficulle, si chiama Pro Ficulle e milita nel campionato di Prima Categoria Umbria gir. D.
Nel 2015 è nata anche la squadra femminile di Calcio a 5.

## Amministrazione

### Sindaci
| Periodo        | Periodo        | Primo cittadino      | Partito                    | Carica  | Note |
| -------------- | -------------- | -------------------- | -------------------------- | ------- | ---- |
| 23 aprile 1995 | 13 giugno 1999 | Francesco Biggi      | sinistra                   | Sindaco |      |
| 13 giugno 1999 | 7 giugno 2009  | Bernardino Ciuchi    | centrosinistra             | Sindaco |      |
| 7 giugno 2009  | 26 maggio 2014 | Gino Terrezza        | lista civica               | Sindaco |      |
| 26 maggio 2014 | in carica      | Gian Luigi Maravalle | lista civica "CambiaMenti" | Sindaco |      |

## Galleria d'immagini

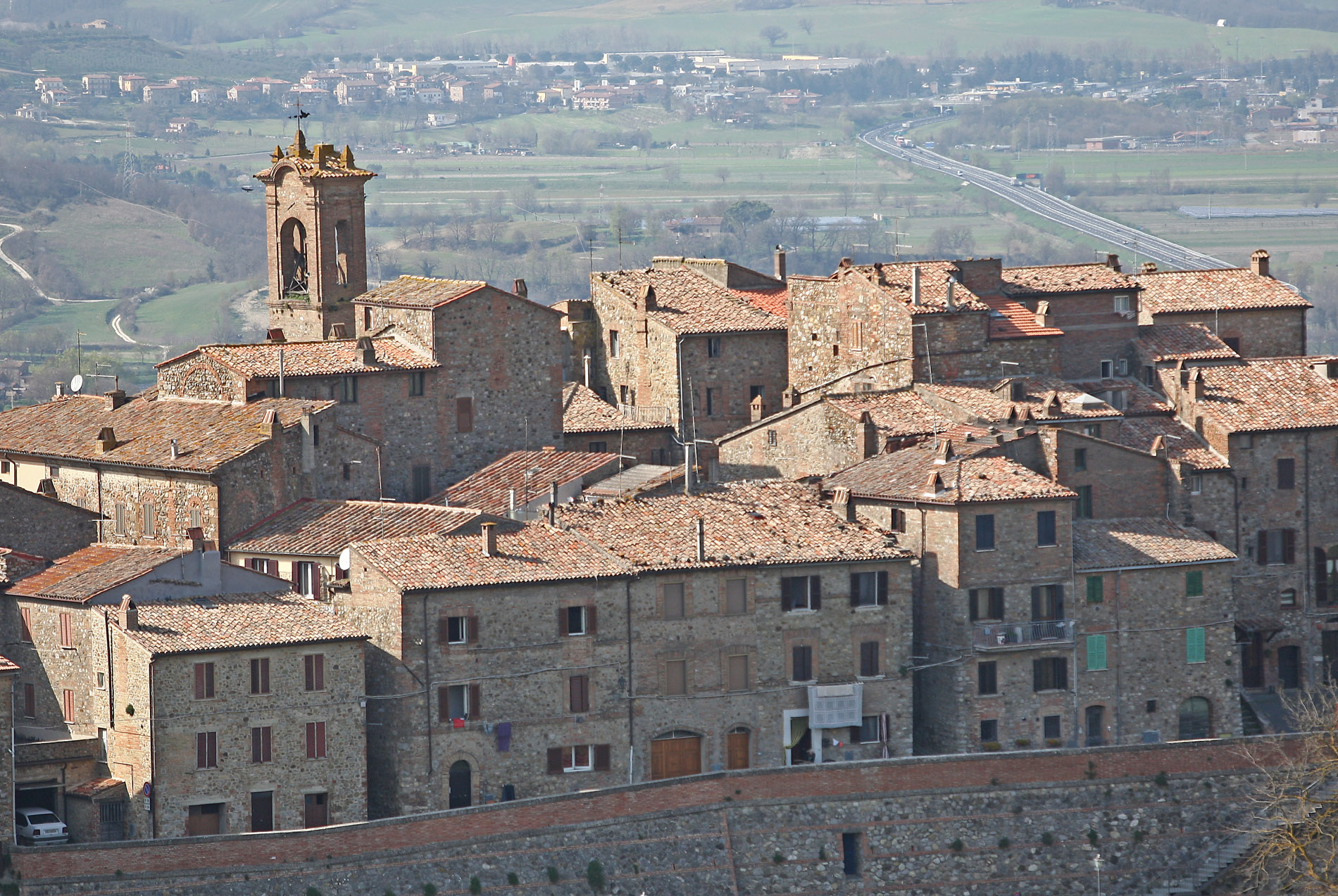
Centro Storico
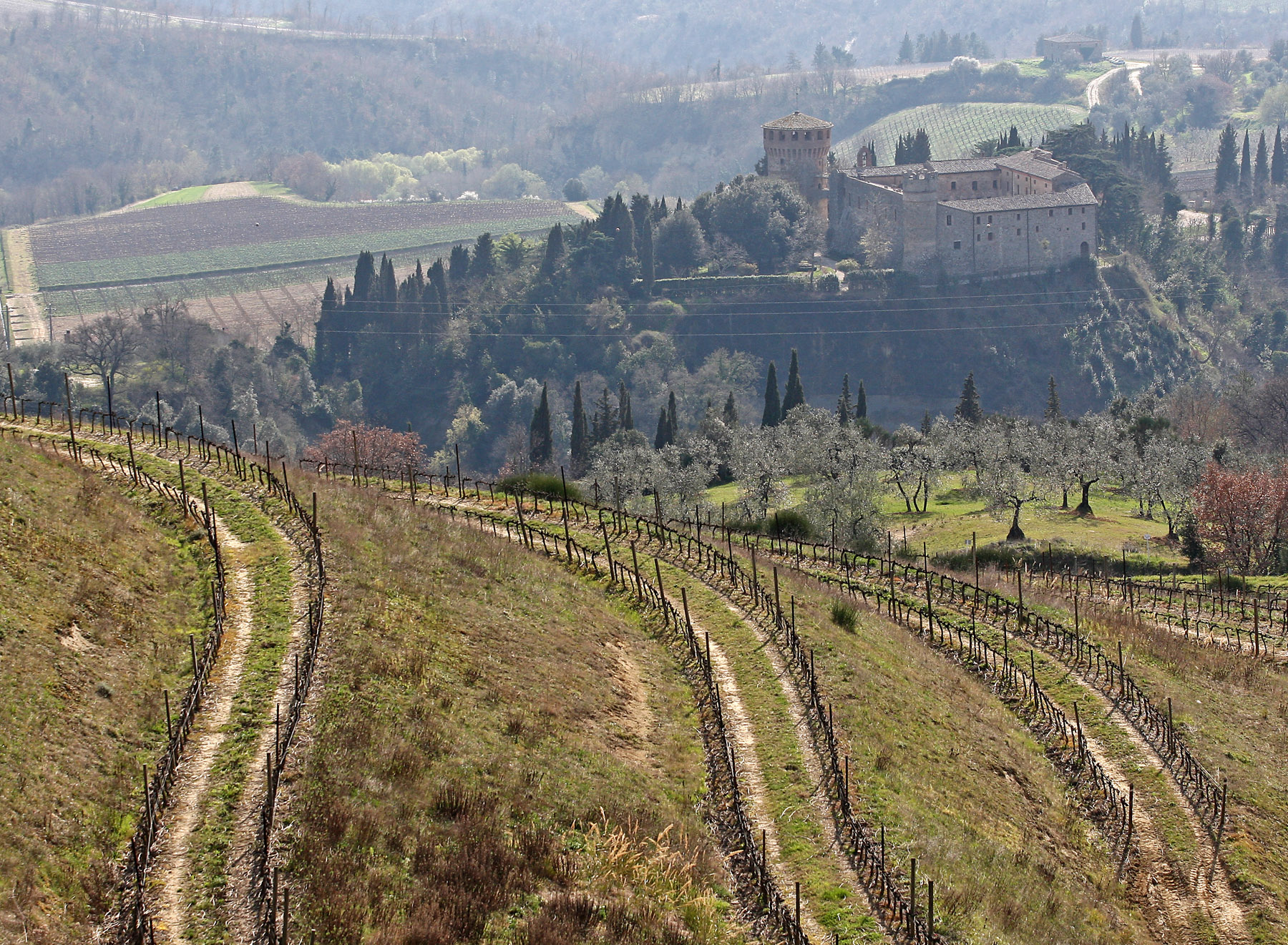
Vigneti
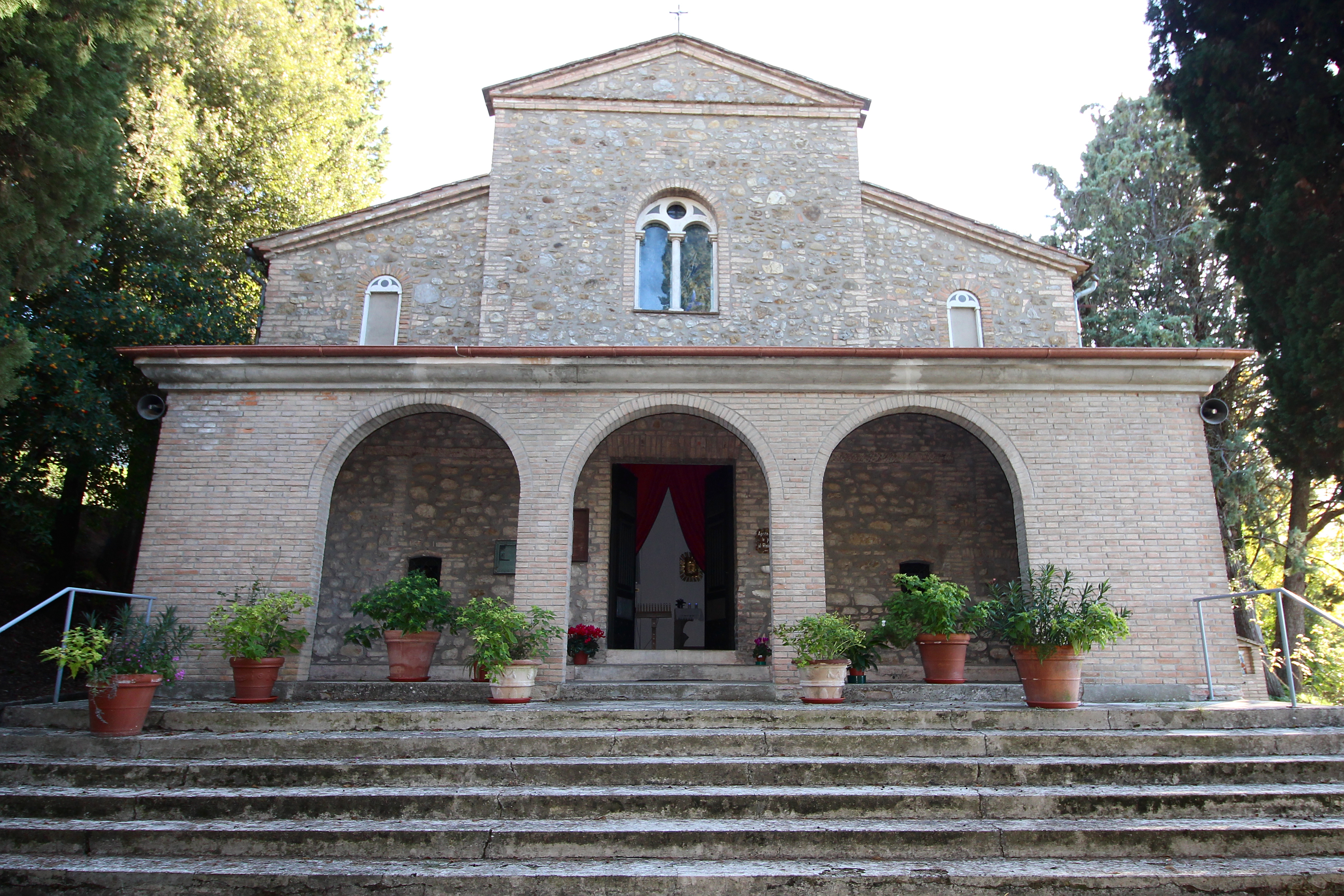
Santuario della Maestà
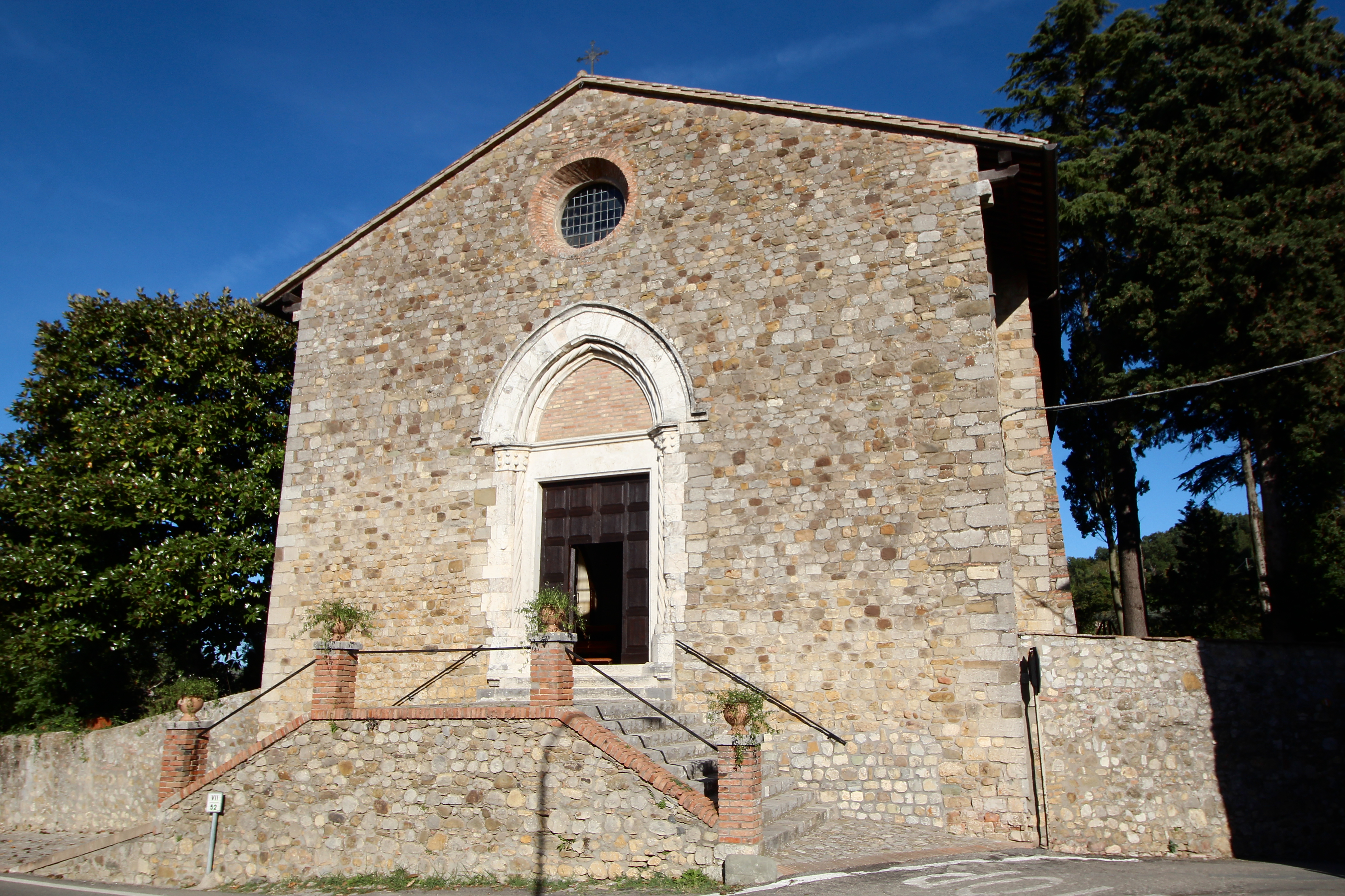
Pieve di Santa Maria vecchia
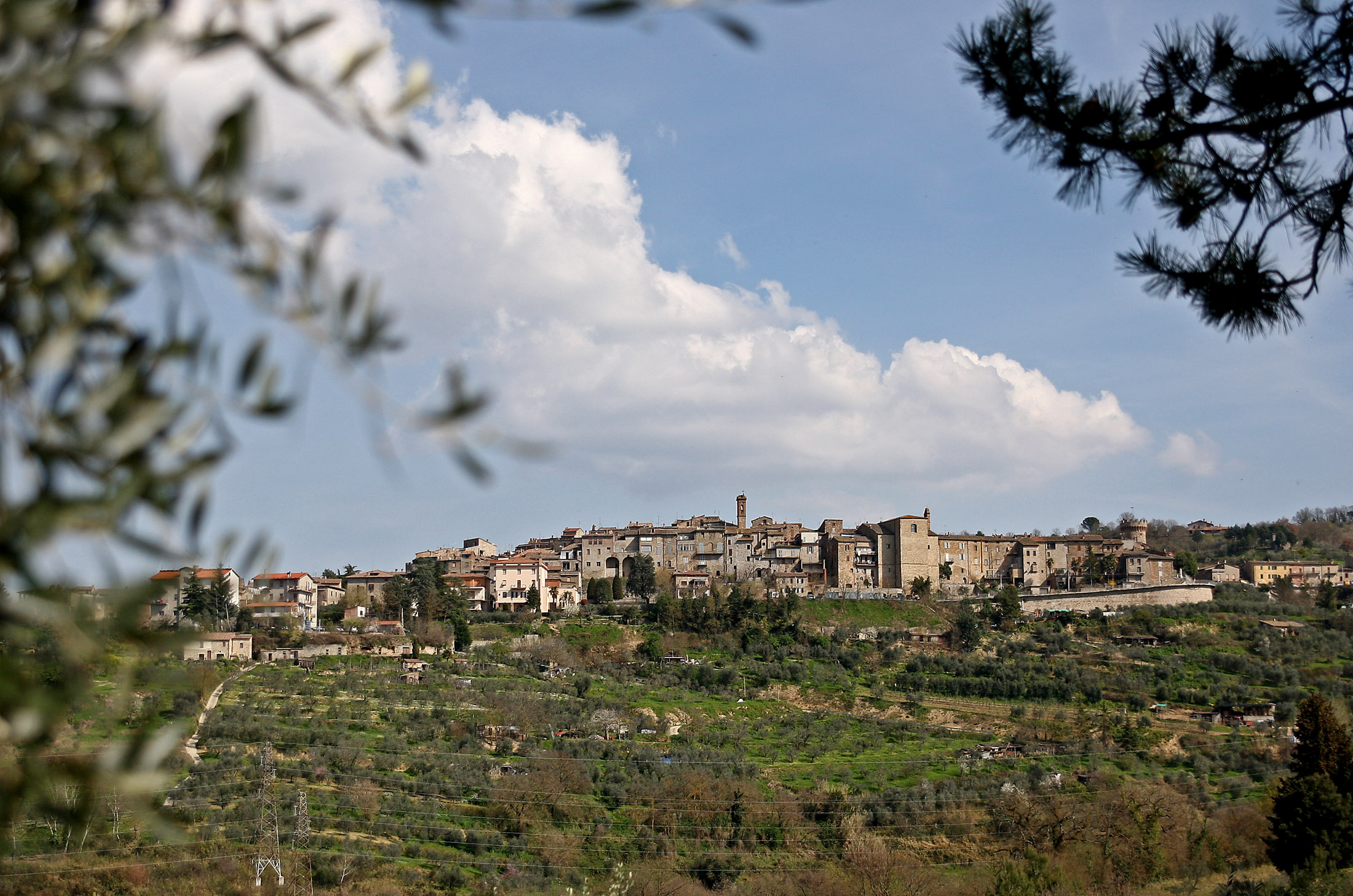
Panorama
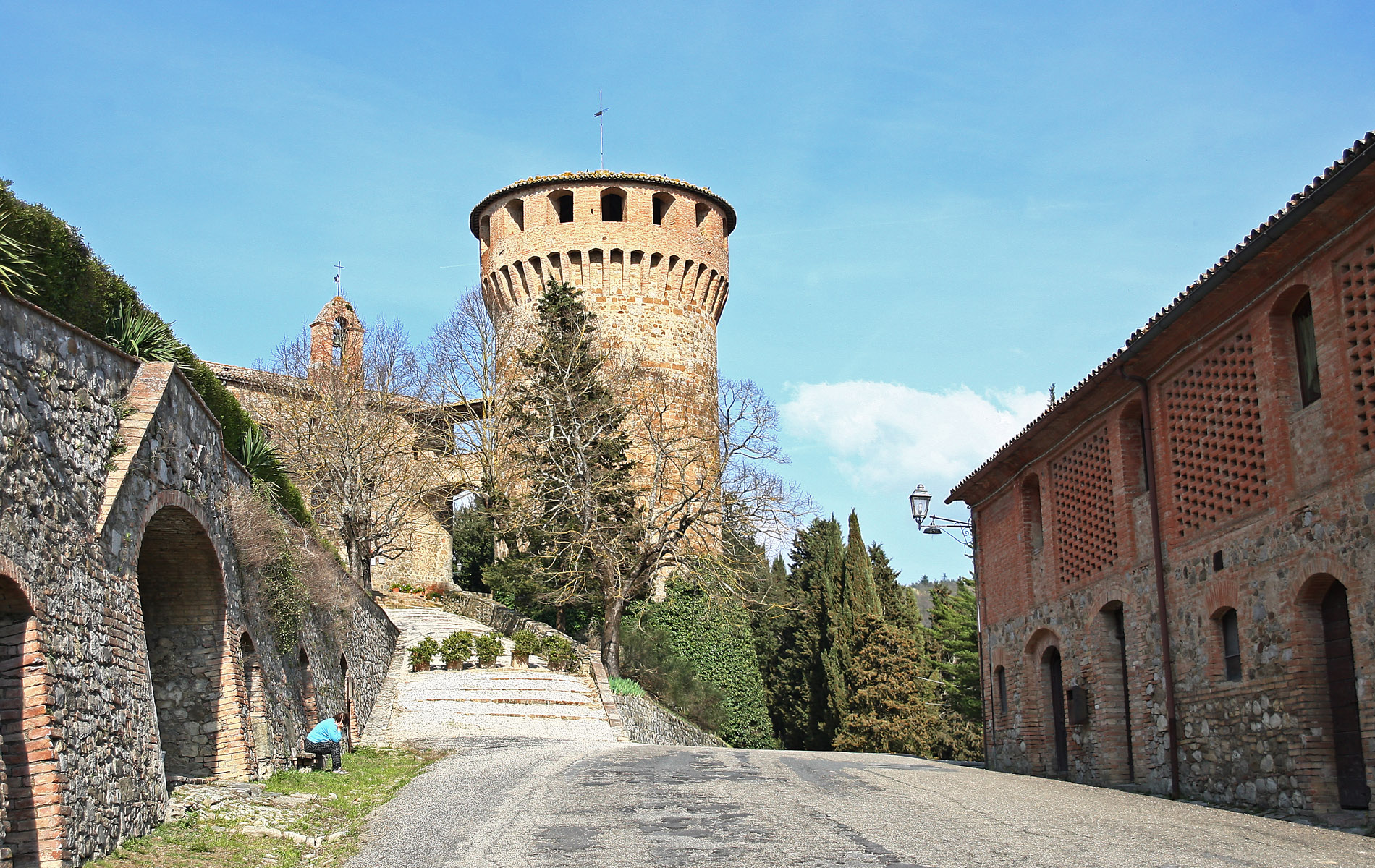
La Sala
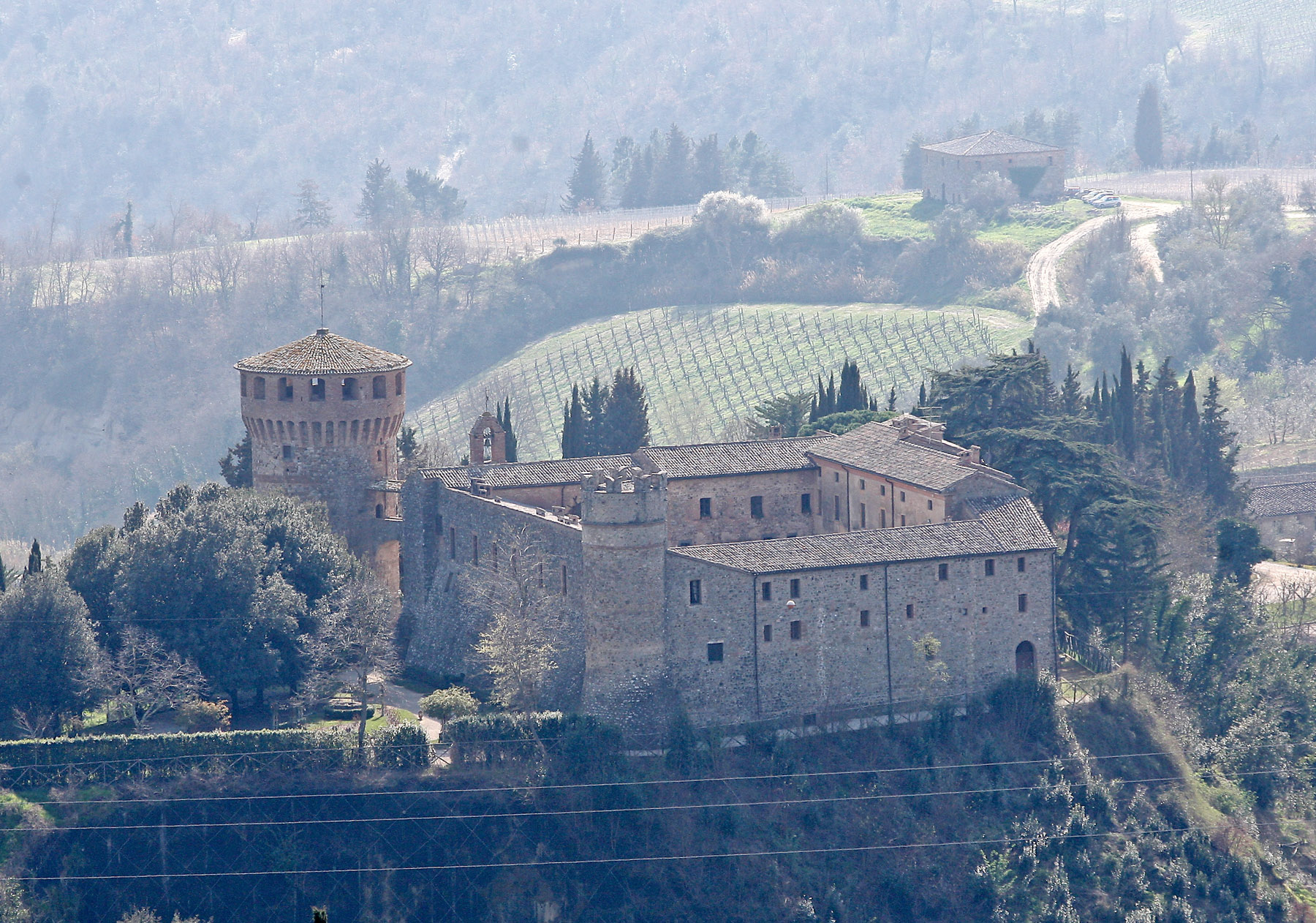
Castello della Sala
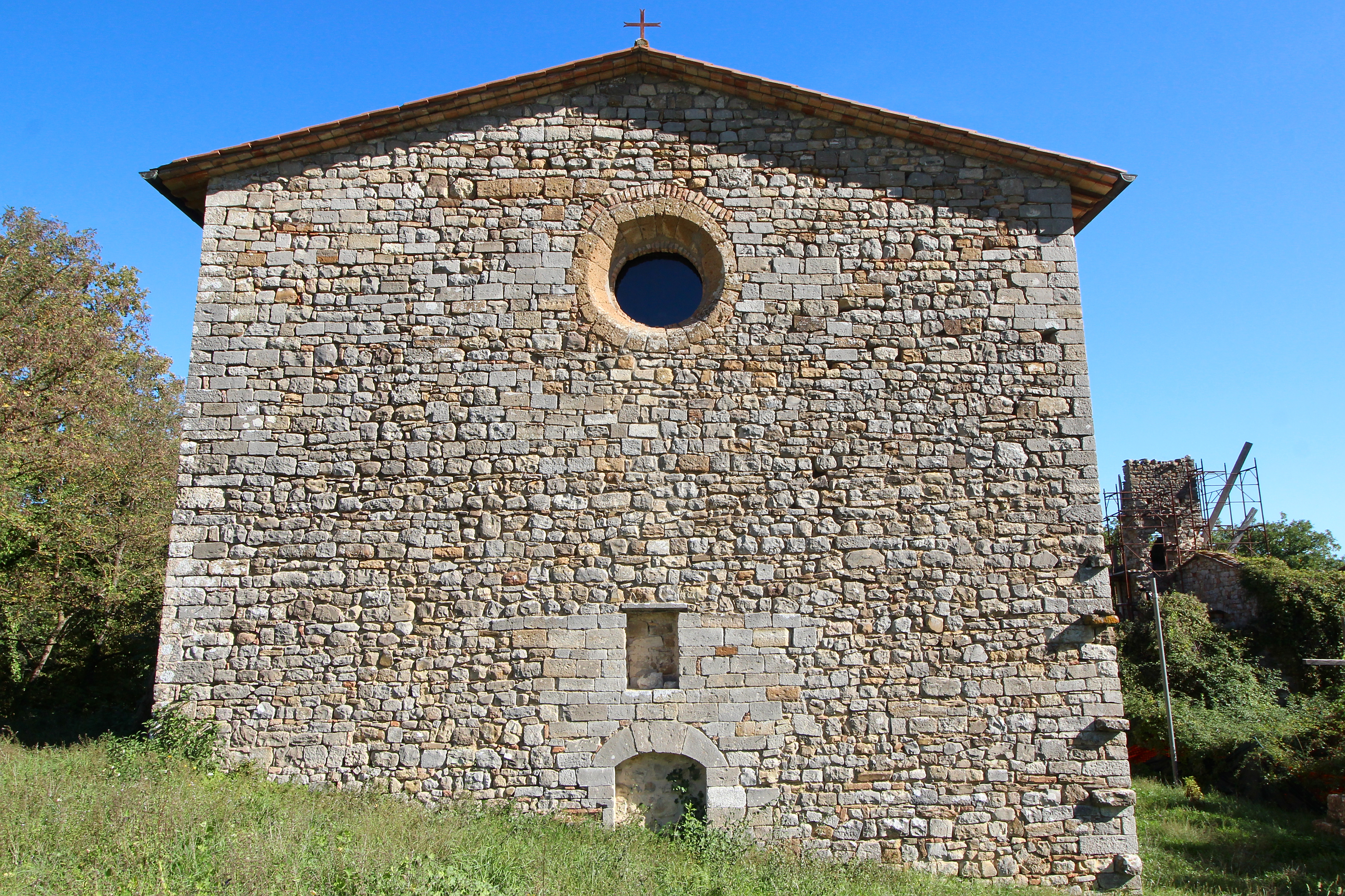
Badia di San Nicolò
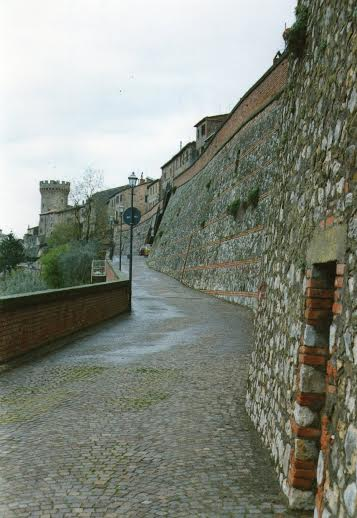
Via delle Mura
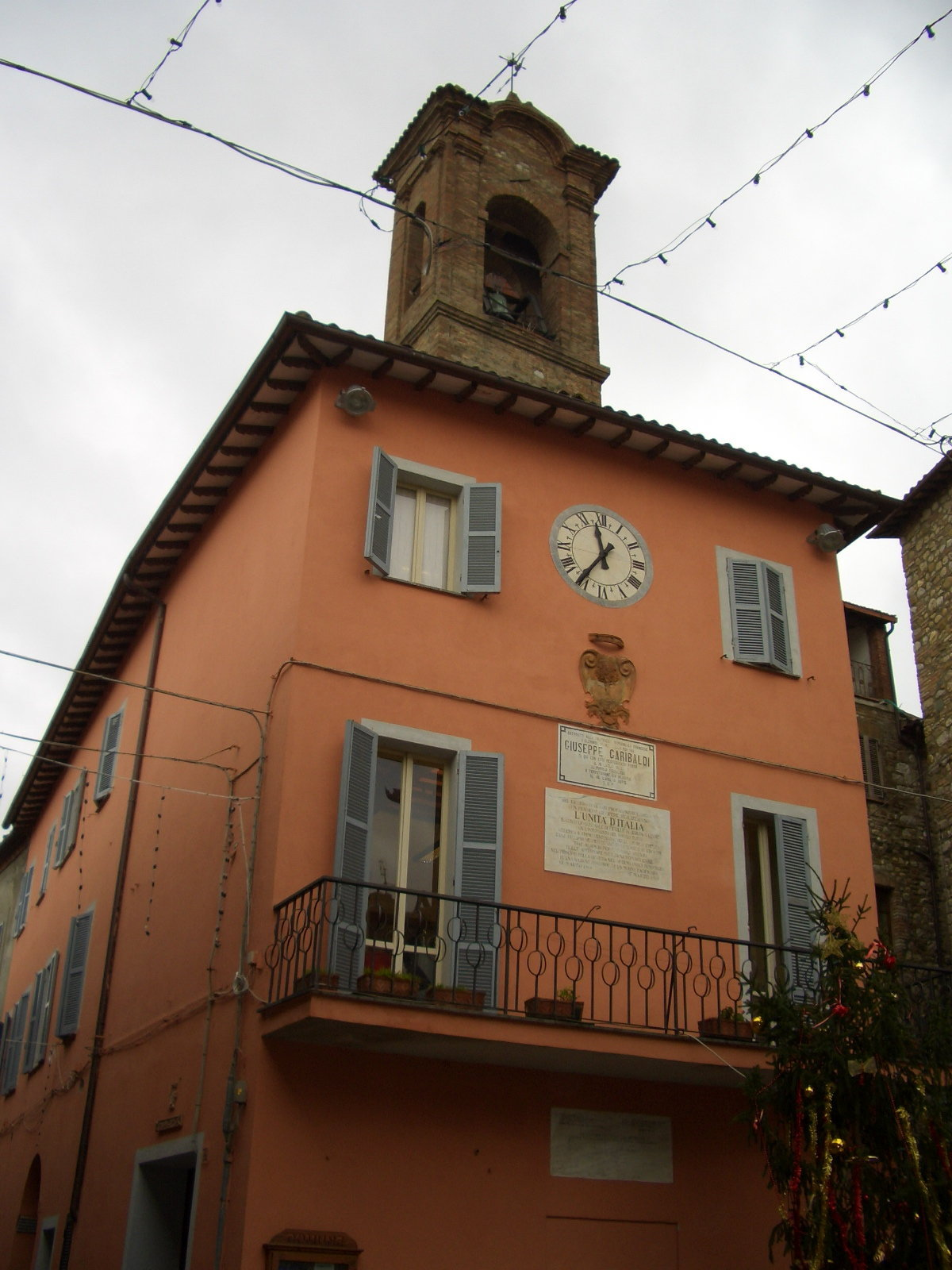
Palazzo Comunale
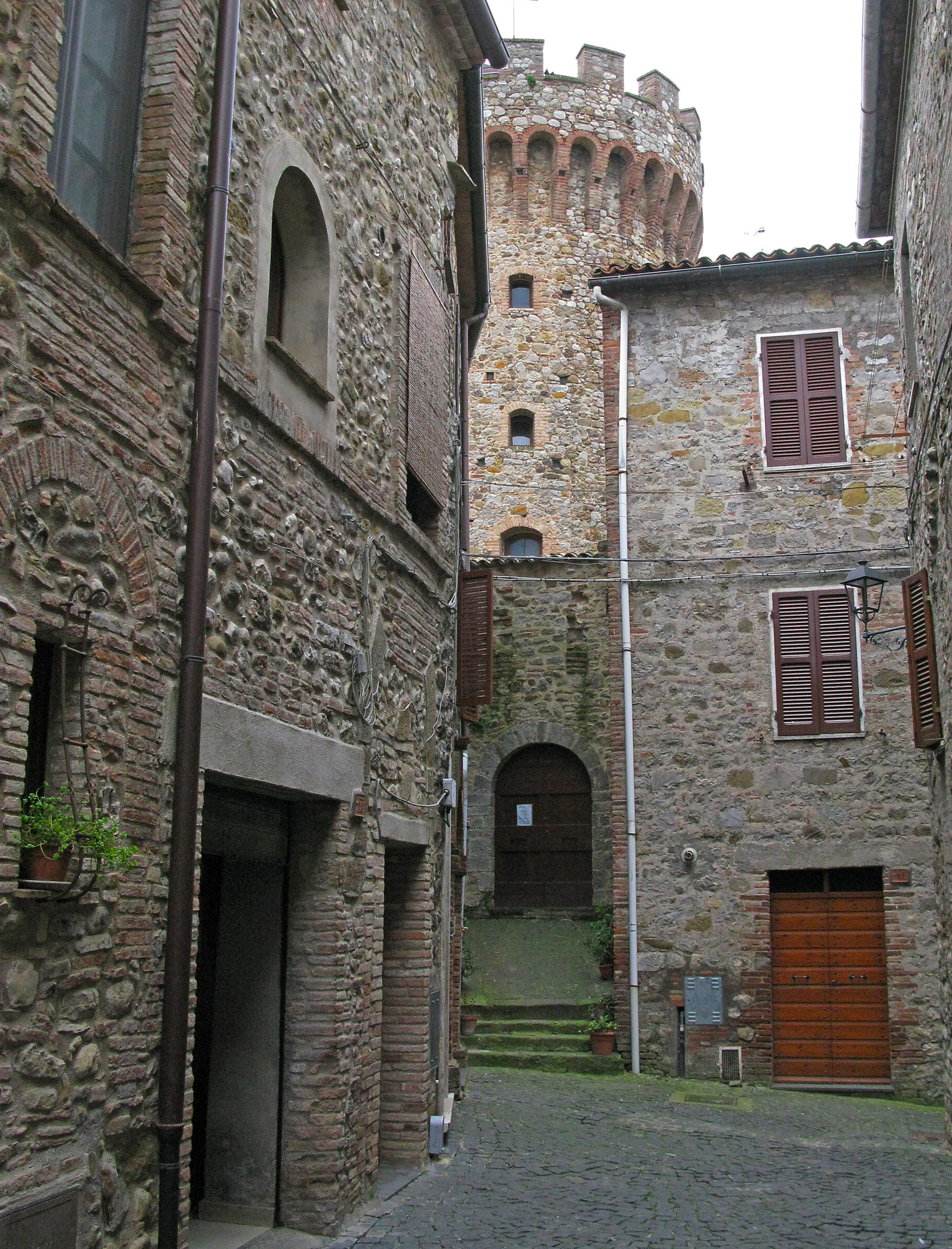
Via della Rocca
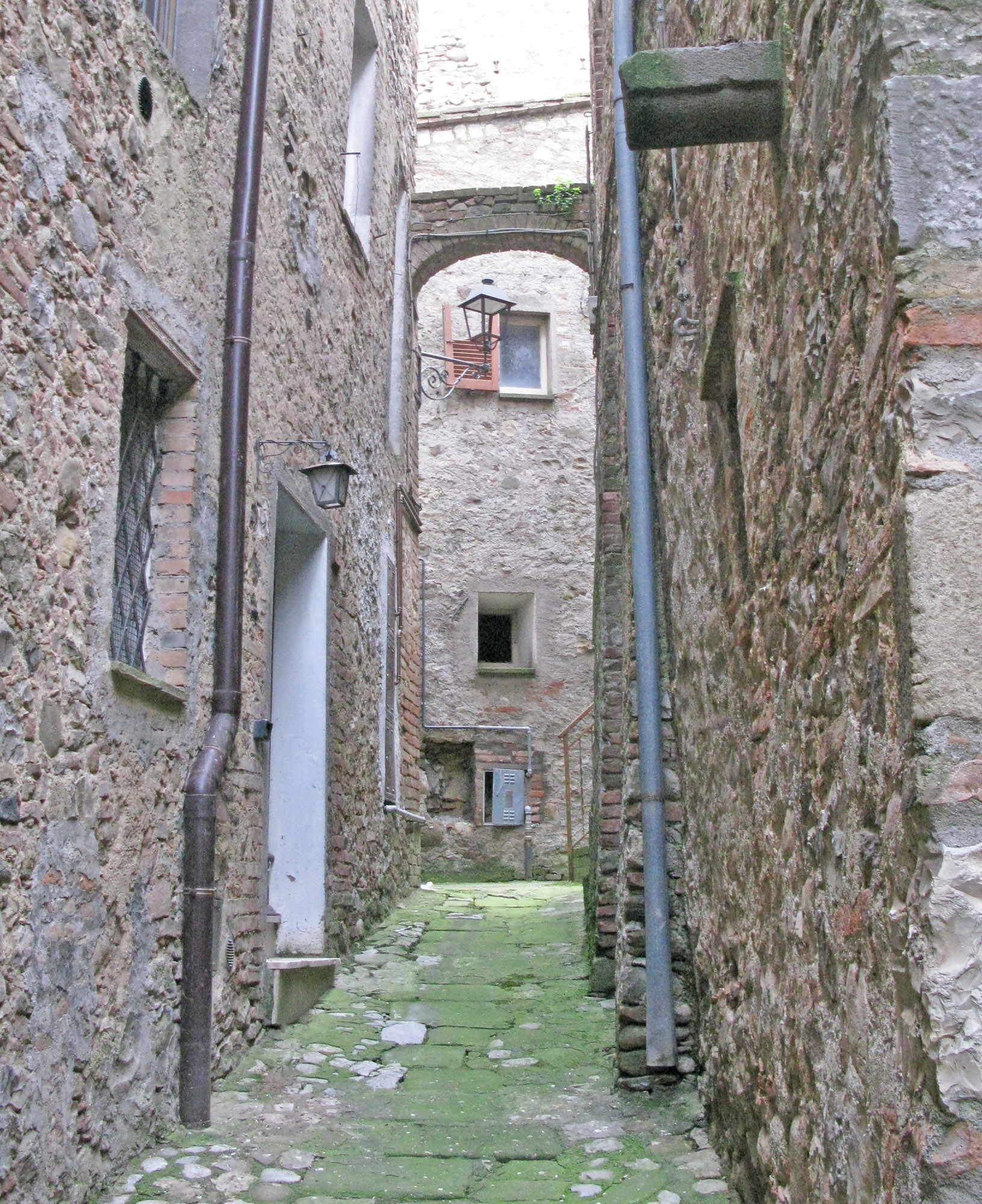
Vicolo - Archetto